# Kunimitsu Itō
Kunimitsu Itō (伊藤 国光, Itō Kunimitsu, né le 6 janvier 1955) est un athlète japonais, spécialiste des courses de fond.

## Biographie
Il remporte deux médailles d'or lors des championnats d'Asie, à Manille : sur 5 000 mètres en 1975 et sur 10 000 mètres en 1981. 

### Palmarès
| Date | Compétition         | Lieu  | Résultat | Épreuve  | Performance    |
| ---- | ------------------- | ----- | -------- | -------- | -------------- |
| 1975 | Championnats d'Asie | Séoul | 1er      | 5 000 m  | 14 min 0 s 8   |
| 1979 | Championnats d'Asie | Tokyo | 2e       | 10 000 m | 28 min 59 s 2  |
| 1981 | Championnats d'Asie | Tokyo | 1er      | 10 000 m | 28 min 53 s 29 |

### Records
| Épreuve  | Performance    | Lieu     | Date            |
| -------- | -------------- | -------- | --------------- |
| 5 000 m  | 13 min 29 s 86 | Paris    | 24 juin 1981    |
| 10 000 m | 29 min 49 s 04 | Helsinki | 7 août 1983     |
| Marathon | 2 h 7 min 57 s | Pékin    | 19 octobre 1986 |